# 花子 (狂言)
花子（はなご）は、狂言の演目。
大蔵流と和泉流に伝えられる聟女狂言であり、披きに用いられる演目。
明治から大正にかけては歌舞伎にも松羽目物として取り込まれ、七代目坂東三津五郎・六代目尾上菊五郎・初代中村吉右衛門らが『身替座禅』（みがわりざぜん）として勤めた。

## 登場人物
- シテ：夫
- アド：妻
- アド：太郎冠者

## あらすじ
先年、男（夫）は東国に下った際に美濃国・野上の宿で花子という遊女の馴染みとなった。上京してきた花子から会いたいという手紙を受け取った男は、妻の目をごまかすために「一晩籠って座禅をする」振りをして太郎冠者に身代わりを押し付け逢瀬に向かう。夜、様子を見に来た妻は身代わりとなっている太郎冠者を見つけて激怒し、太郎冠者と入れ替わって座禅衾に籠った。
夜明け前、戻ってきた男は籠ったままの太郎冠者に向かって昨夜の逢瀬の様子を詳しく聞かせたのち、再び入れ替わるために座禅衾を捲るがそこには全てを聞かされた妻が・・・